# Maria Amalia Mniszchowa

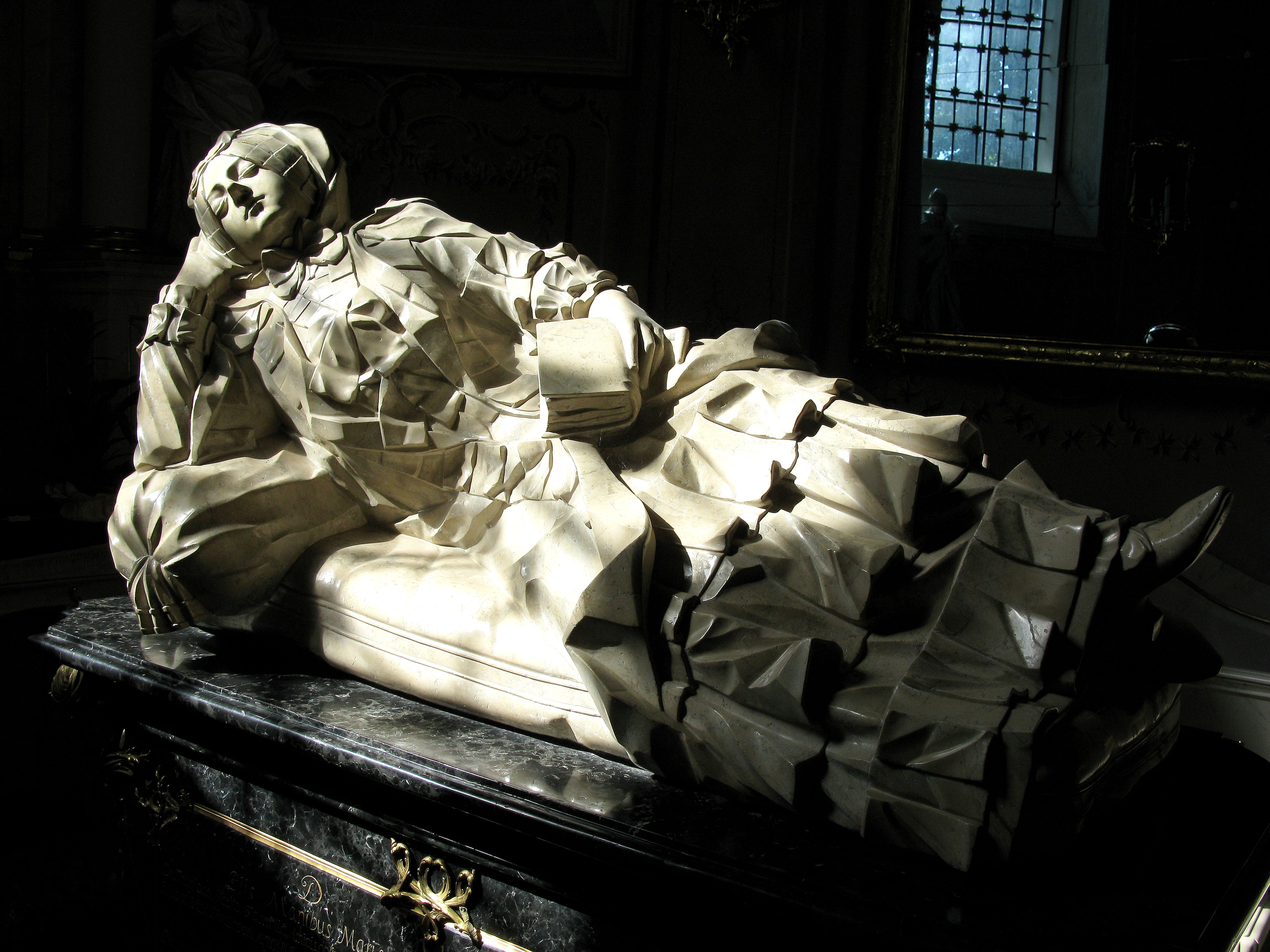
Nagrobek Marii Amalii Mniszchowej w kościele św. Marii Magdaleny w Dukli

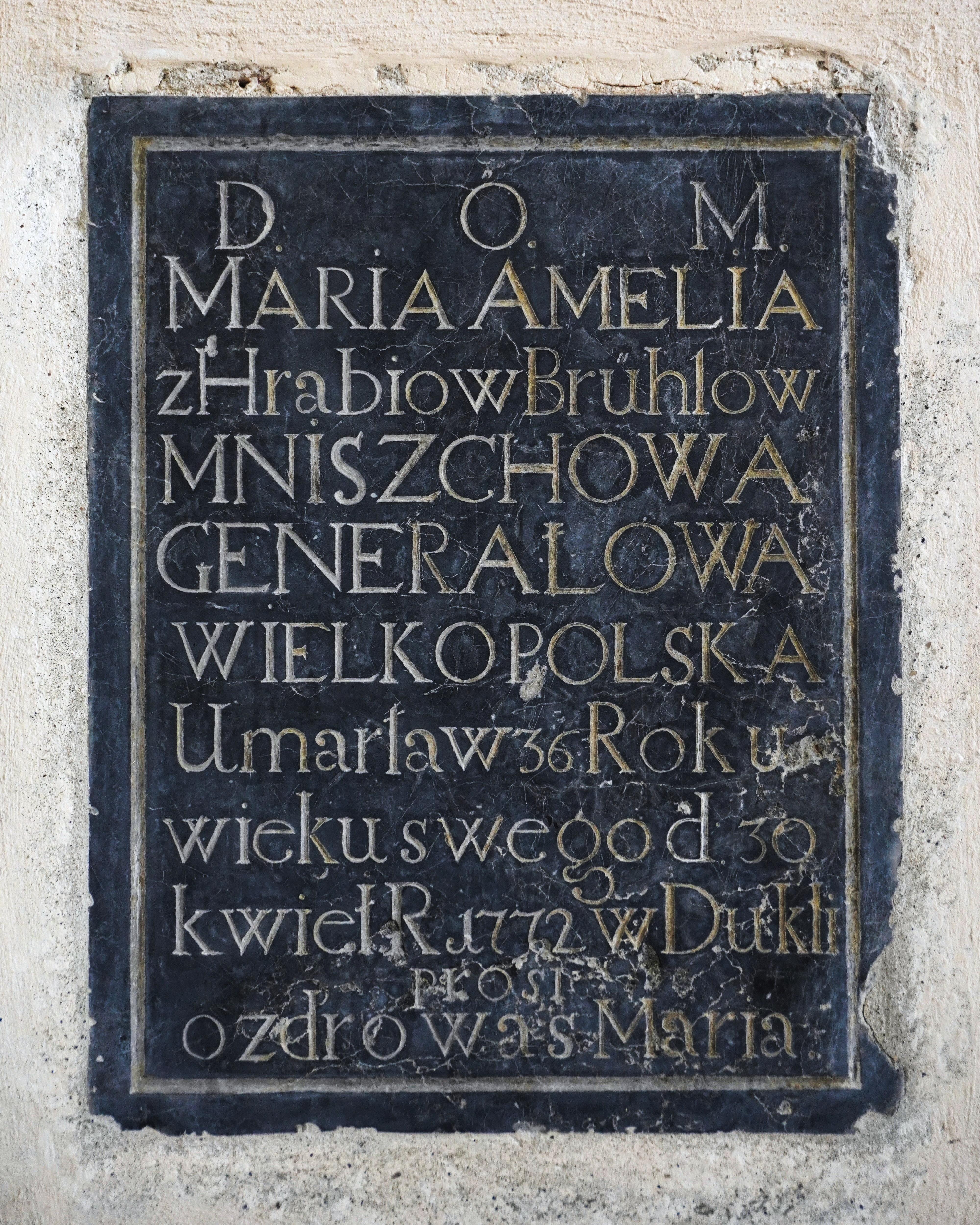
Epitafium Marii Amalii Mniszchowej na Zamku w Krasiczynie

Maria Amalia Mniszchowa (lub Amelia, Maria) z Brühlów (ur. 10 lipca 1736, zm. 30 kwietnia 1772 w Dukli) – córka Henryka Brühla, pierwszego ministra Augusta III, żona (od 14 lipca 1750) Jerzego Augusta Mniszcha, marszałka nadwornego koronnego.

## Życiorys
Starannie wykształcona pod okiem Marii Józefy Habsburżanki, znała sześć języków. Od wczesnej młodości uczestniczyła w dworskich intrygach w Warszawie na dworze króla Augusta III, a także na dworach w Dreźnie, Paryżu i Wiedniu, chętnie wysyłana tam przez ojca do Marii Teresy. Będąc wielokrotnie w pałacu u Marii Teresy, próbowała zainteresować cesarzową sprawami Polski. 14 września 1750 została damą Orderu Krzyża Gwiaździstego. Po śmierci Augusta III (1763), wyjechała z Saksonii i bezkrólewie spędziła, bywając czasem w Dukli, a czasem w Warszawie. W czerwcu 1764 Mniszchowie przebywali w Dukli i uczestniczyli w poświęceniu nowo wybudowanego kościoła bernardyńskiego. W 1769 roku, w czasie Konfederacji barskiej, Amalia ufundowała w Trzcianie na Pustelni św. Jana z Dukli murowaną kaplicę.
Marii Amalii Mniszchowej przypisywano zorganizowanie 13 lutego 1771, wspólnie z Potockimi, zamachu na pierwszą żonę młodego (18-letniego) wówczas Szczęsnego Potockiego, Gertrudę z Komorowskich w związku z tym, że małżeństwo z Potockim Mniszchowie i Potoccy planowali dla jedynej córki Amalii, Józefiny Mniszchówny.
Maria Amalia zmarła w wieku 35 lat na gruźlicę (jak oficjalnie ogłosiła rodzina), choć pojawiły się też domysły, że stało się to po zażyciu trucizny, z obawy przed wytoczeniem jej procesu przez Czartoryskich, w sprawie zabójstwa Gertrudy z Komorowskich. Dwa lata po śmierci matki Józefina Mniszchówna wyszła za mąż za tak pożądanego dla niej przez rodziców Szczęsnego Potockiego, wówczas już wdowca po zmarłej Gertrudzie Potockiej (ok. 1754–1771).
Jerzy Mniszech na cześć żony w 1773 wystawił rokokowy grobowiec dłuta Jana Obrockiego ze Lwowa w kaplicy dukielskiego kościoła parafialnego św. Marii Magdaleny. Wykonany z czarnego i białego marmuru, przedstawia zmarłą w stroju dworskim na sarkofagu. Epitafium dla niej napisał Rafał Modlibowski. W Warszawie w kościele św. Antoniego Padewskiego przy ul. Senatorskiej znajduje się również epitafium dwóch żon marszałka nadwornego Jerzego Mniszcha – w tym Amalii z Brühlów. Tablica upamiętniająca Amalię Mniszchową znajduje się w kościele Franciszkanów w Sanoku. Identyczne tablice znajdują się w kruchcie kościoła franciszkańskiego w Bieczu oraz w kościołach parafialnych pw. św. Jana Chrzciciela w Kobylance koło Gorlic i pw. św Katarzyny Aleksandryjskiej w Jaśliskach.